# Apiachi
Apiachi, pleme Chauchila Yokutsa iz skupine Southern Valley Yokuts, koje je živjelo sjeverno od Kings Rivera u Kaliforniji. Njihovo selo Wohui, jedino poznato po imenu, nalazilo se blizu Summit Lake u smjeru Elkhorna. Govorili su istoimenim dijalektom.